# Viação Alvorada
A Viação Alvorada (VA) é uma empresa de transporte coletivo rodoviário de passageiros que opera em Portugal, nos concelhos da Amadora, Oeiras, Sintra, assegurando as ligações entre estes e Cascais, Lisboa, Loures, Mafra, Odivelas e Vila Franca de Xira. É a concessionária da Carris Metropolitana para os concelhos da Amadora, Oeiras e Sintra, referentes à chamada Área 1, operando as linhas numeradas entre 1000 e 1999.

## História
A VA resultou da fusão da Vimeca / Lisboa Transportes e da Scotturb, todas empresas do Grupo Guanabara. Apesar de a empresa ter sido constituída a 13 de outubro de 2020, esta só começou a operar de forma integral com o lançamento da Carris Metropolitana na Área 1.
As antigas carreiras destas duas empresas foram renumeradas de acordo com o novo sistema (de quatro algarismos, neste caso iniciados por "1"), com ajustes de horário e beneficiação de frota, e extintas as marcas diferenciadas. A sinalética, librés e bilhética passaram a ficar sob a alçada unificadora da Carris Metropolitana. Dado os problemas verificados no lançamento da Carris Metropolitana na Área 3 (Almada, Seixal e Sesimbra) e na Área 4 (Alcochete, Moita, Montijo, Palmela e Setúbal), o lançamento desta operadora na Área 1, e assim o início da operação oficial da VA, só se iniciou a 1 de janeiro de 2023.

## Tarifário
Nas linhas operadas pela VA é válido o tarifário da Carris Metropolitana, passando assim as tarifas a estar relacionadas com o tipo de linha a utilizar:
| tipo de linha  | tarifa   | áreas de abrangência | viagens ocasionais | viagens ocasionais | viagens frequentes  | viagens frequentes      |
| tipo de linha  | tarifa   | áreas de abrangência | navegante a bordo  | navegante pré-pago | navegante municipal | navegante metropolitano |
| -------------- | -------- | -------------------- | ------------------ | ------------------ | ------------------- | ----------------------- |
| Próxima        | Tarifa 1 | 1, 2, 3 e 4          | 1,25 €             | 0,85 €             | 30 €/mês            | 40 €/mês                |
| Longa          | Tarifa 2 | 1, 2, 3 e 4          | 2,60 €             | 1,55 €             | 30 €/mês            | 40 €/mês                |
| Rápida         | Tarifa 3 | 2, 3 e 4             | 4,50 €             | 3,10 €             | 30 €/mês            | 40 €/mês                |
| Inter-Regional | Tarifa 4 | 2 e 4                | 2,60 €             | -                  | 30 €/mês + 20 €     | 40 €/mês + 20 €         |
| Mar            | Tarifa 5 | 2, 3 e 4             | 4,50 €             | 3,10 €             | 30 €/mês            | 40 €/mês                |

1. ↑   O cartão Navegante Ocasional tem um custo de aquisição de 0,50 €
2. 1 2 3 4 5 6   Continuam a existir os descontos Navegante +65, Família, 12 anos, 4-18, sub23 e Social+
3. ↑   Área 2: acréscimo de 0,50 € em viagens para fora da Área Metropolitana de Lisboa
4. ↑   Área 4: acréscimo de 1,00 € em viagens para fora da Área Metropolitana de Lisboa

## Infraestruturas e frota
A sede da VA está localizada na Estrada Consiglieri Pedroso, Queluz de Baixo, nas antigas instalações da Vimeca / Lisboa Transportes, contanto ainda com garagens em Alcabideche, pertencentes à Scotturb e uma nova garagem próximo da sua sede.
A frota da empresa é composta por 474 viaturas, cuja assistência é prestada através das oficinas localizadas ao longo da sua área de atuação, designadamente em Alcabideche e Queluz de Baixo.

## Linhas
Com exceção das antigas carreiras 434 e 435 da Scotturb, que se mantiveram como carreiras turísticas deste operador, todas as restantes carreiras da Vimeca / Lisboa Transportes e da Scotturb mantiveram-se em território da Carris Metropolitana, podendo ter sido extintas ou não. Para além das ligações que já faziam parte das suas antecessoras, a VA passou também a operar ligações que eram antes asseguradas pela COMBUS e algumas anteriormente asseguradas pela Mafrense e pela Rodoviária de Lisboa, num total de 173 linhas.
NOTA: Para linhas da Carris Metropolitana desativadas ver Linhas Desativadas.
| Linha                             | Terminais                                                               | Via                                           | Tipo      | Percursos | Centro Operacional | Frota                       | Carreira Subst.   | Início de Operação |
|                                   | (ordenação)                                                             | (ordenação)                                   |           |           | (ordenação)        |                             |                   | (ordenação)        |
| --------------------------------- | ----------------------------------------------------------------------- | --------------------------------------------- | --------- | --------- | ------------------ | --------------------------- | ----------------- | ------------------ |
| 1001                              | Alfragide (Estrada do Seminário) ⇆ Reboleira (Estação)                  |                                               | longa     | ↓ ↑       | Queluz de Baixo    | autocarro standard 3 portas | Nova              | 2023.01.01         |
| 1002                              | Reboleira (Estação)                                                     | Alfragide e Amadora (Estação)                 | longa     | ↺         | Queluz de Baixo    | autocarro standard 3 portas | Nova              | 2023.01.01         |
| 1003                              | Amadora (Estação) ⇆ Amadora Este (Metro)                                |                                               | longa     | ↓↑        | Queluz de Baixo    | autocarro standard 3 portas | 26                | 2023.01.01         |
| 1004                              | Amadora (Estação)                                                       | Moinhos da Funcheira                          | longa     | ↺         | Queluz de Baixo    | autocarro standard 3 portas | Nova              | 2023.03.06         |
| 1005                              | Amadora (Estação) ⇆ UBBO                                                |                                               | longa     | ↓↑        | Queluz de Baixo    | autocarro standard 3 portas | 137               | 2023.01.01         |
| 1006                              | Amadora (Estação) ⇆ UBBO                                                | Moinhos da Funcheira                          | longa     | ↓↑        | Queluz de Baixo    | autocarro standard 3 portas | 118               | 2023.01.01         |
| 1008                              | Amadora Este (Metro)                                                    |                                               | próxima   | ↺         | Queluz de Baixo    | autocarro mini              | Nova              | 2023.01.01         |
| 1009                              | Hospital Fernando Fonseca                                               | Mina e Venteira                               | próxima   | ↺         | Queluz de Baixo    | autocarro mini              | Nova              | 2023.01.01         |
| 1010                              | Brandoa (Polo Escolar) ⇆ Casal da Mira                                  |                                               | longa     | ↓↑        | Queluz de Baixo    | autocarro standard 3 portas | Nova              | 2023.01.01         |
| 1011                              | Reboleira (Metro)                                                       | Brandoa                                       | longa     | ↺         | Queluz de Baixo    | autocarro standard 3 portas | 168               | 2023.01.01         |
| 1012                              | Alfornelos (Metro)                                                      | Brandoa                                       | próxima   | ↺         | Queluz de Baixo    | autocarro mini              | Nova              | 2023.01.01         |
| 1013                              | Reboleira (Estação) ⇆ Vista Alta                                        | Casas do Lago                                 | longa     | ↓↑        | Queluz de Baixo    | autocarro mini              | Nova              | 2023.01.01         |
| 1014                              | Amadora (Cemitério) ⇆ Vila Chã                                          | Casas do Lago                                 | longa     | ↓↑        | Queluz de Baixo    | autocarro standard 3 portas | Nova              | 2023.01.01         |
| 1015                              | Reboleira (Estação)                                                     | Atalaia e Damaia                              | próxima   | ↺         | Queluz de Baixo    | autocarro mini              | 109 Nova          | 2023.01.01         |
| 1101                              | Alegro Alfragide ⇆ Algés (Estação)                                      |                                               | longa     | ↓↑        | Queluz de Baixo    | autocarro standard 3 portas | 1                 | 2023.01.01         |
| 1103                              | Algés (Estação) ⇆ Queijas                                               |                                               | longa     | ↓↑        | Queluz de Baixo    | autocarro standard 3 portas | 2                 | 2023.01.01         |
| 1104                              | Algés (Estação)                                                         | Centro Histórico e Junça                      | próxima   | ↺         | Queluz de Baixo    | autocarro mini              | Nova              | 2025.02.01         |
| 1105                              | Algés (Estação) ⇆ Queluz de Baixo                                       |                                               | longa     | ↓↑        | Queluz de Baixo    | autocarro standard 3 portas | 12                | 2023.01.01         |
| 1106                              | \| Queluz de Baixo → Algés (Estação) \| \| Algés (Estação) ⇆ Queijas \| | Jamor                                         | longa     | ↓↑        | Queluz de Baixo    | autocarro standard 3 portas | 6                 | 2023.01.01         |
| 1107                              | Algés (Estação) ⇆ Queluz de Baixo                                       | Queijas                                       | longa     | ↓↑        | Queluz de Baixo    | autocarro standard 3 portas | 2                 | 2023.01.01         |
| 1108                              | Algés (Estação) ⇆ Carnaxide (Zona Industrial)                           | World Trade Center                            | longa     | ↓↑        | Queluz de Baixo    | autocarro mini              | Nova              | 2025.02.01         |
| 1109                              | Carnaxide                                                               | Outurela                                      | próxima   | ↺         | Queluz de Baixo    | autocarro mini              | CX                | 2023.01.01         |
| 1110                              | Carnaxide                                                               | Queijas                                       | longa     | ↺         | Queluz de Baixo    | autocarro mini              | QJ                | 2023.01.01         |
| 1111                              | Barcarena (Fábrica da Pólvora) ⇆ Massamá-Barcarena (Estação)            |                                               | longa     | ↓↑        | Queluz de Baixo    | autocarro mini              | BC                | 2023.01.01         |
| 1113                              | Algés (Estação)                                                         | Cruz Quebrada e Linda-a-Velha                 | próxima   | ↺         | Queluz de Baixo    | autocarro mini              | Nova              | 2024.03.01         |
| 1114                              | Algés (Estação)                                                         | Linda-a-Velha e Miraflores                    | próxima   | ↺         | Queluz de Baixo    | autocarro mini              | Nova              | 2024.03.01         |
| 1115                              | Lage ⇆ Pedreira Italiana                                                |                                               | longa     | ↓↑        | Queluz de Baixo    | autocarro mini              | 158               | 2023.01.01         |
| 1117                              | Lage ⇆ Quinta da Moura                                                  |                                               | longa     | ↓↑        | Queluz de Baixo    | autocarro mini              | 158               | 2023.01.01         |
| 1119                              | Leceia ⇆ Paço de Arcos (Estação)                                        |                                               | longa     | ↓↑        | Queluz de Baixo    | autocarro standard 3 portas | 119               | 2023.01.01         |
| 1120                              | Oeiras (Estação) ⇆ Paço de Arcos (Estação)                              |                                               | próxima   | ↓↑        | Queluz de Baixo    | autocarro standard 3 portas | 111               | 2023.01.01         |
| 1121                              | Oeiras                                                                  |                                               | longa     | ↺         | Queluz de Baixo    | autocarro mini              | OE                | 2023.01.01         |
| 1122                              | Bairro Joaquim Matias ⇆ Pedreira Italiana                               |                                               | longa     | ↓↑        | Queluz de Baixo    | autocarro mini              | PA                | 2023.01.01         |
| 1123                              | Lagoas Park ⇆ Paço de Arcos (Estação)                                   |                                               | longa     | ↓↑        | Queluz de Baixo    | autocarro standard 3 portas | 129               | 2023.01.01         |
| 1124                              | Paço de Arcos (Estação)                                                 | Bairro Joaquim Matias                         | próxima   | ↺         | Queluz de Baixo    | autocarro médio             | 116               | 2023.01.01         |
| 1125                              | Porto Salvo                                                             | Leião e Lage                                  | longa     | ↺         | Queluz de Baixo    | autocarro mini              | PS                | 2023.01.01         |
| 1201                              | Terrugem                                                                |                                               | próxima   | ↺         | Adroana            | autocarro mini              | 253               | 2023.01.01         |
| 1204                              | Alegro Sintra                                                           | Bairro de Fitares                             | próxima   | ↺         | Queluz de Baixo    | autocarro standard 3 portas | 152               | 2023.01.01         |
| 1205                              | Algueirão-Mem Martins (Estação) ⇆ Mem Martins (Escola Secundária)       |                                               | próxima   | ↓↑        | Adroana            | autocarro standard 3 portas | 458               | 2023.01.01         |
| 1206                              | Algueirão-Mem Martins (Estação) ⇆ Portela de Sintra (Estação)           |                                               | longa     | ↓↑        | Adroana            | autocarro standard 3 portas | 437               | 2023.01.01         |
| 1208                              | Almargem do Bispo (Cemitério) ⇆ Portela de Sintra (Estação)             |                                               | longa     | ↓↑        | Adroana            | autocarro mini              | 447               | 2023.01.01         |
| 1209                              | Bairro da Felosa ⇆ Mira Sintra                                          |                                               | longa     | ↓↑        | Queluz de Baixo    | autocarro standard 3 portas | 160               | 2023.01.01         |
| 1210                              | Bairro de Fitares ⇆ Mem Martins (Escola Secundária)                     |                                               | próxima   | ↓↑        | Adroana            | autocarro mini              | 450               | 2023.01.01         |
| 1211                              | Agualva-Cacém (Estação) ⇆ Belas                                         |                                               | longa     | ↓↑        | Queluz de Baixo    | autocarro standard 3 portas | 112               | 2023.01.01         |
| 1212                              | Queluz-Belas (Estação) ⇆ Venda Seca                                     |                                               | longa     | ↓↑        | Queluz de Baixo    | autocarro standard 3 portas | 179               | 2023.01.01         |
| 1213                              | Agualva-Cacém (Estação) ⇆ Bairro Joaquim Fontes                         |                                               | longa     | ↓↑        | Queluz de Baixo    | autocarro médio             | 150               | 2023.01.01         |
| 1215                              | Agualva-Cacém (Estação)                                                 | Encosta de São Marcos                         | longa     | ↺         | Queluz de Baixo    | autocarro standard 3 portas | 140 170B          | 2023.01.01         |
| 1216                              | Tercena (Estação)                                                       | São Marcos e Casal do Cotão                   | próxima   | ↺         | Queluz de Baixo    | autocarro standard 3 portas | 22                | 2023.01.01         |
| 1217                              | Agualva-Cacém (Estação) ⇆ Massamá (Urbanização Norte)                   |                                               | longa     | ↓↑        | Queluz de Baixo    | autocarro standard 3 portas | 170A              | 2023.01.01         |
| 1218                              | Agualva-Cacém (Estação) ⇆ Mira Sintra                                   | Quinta da Fidalga                             | longa     | ↓↑        | Queluz de Baixo    | autocarro standard 3 portas | 151               | 2023.01.01         |
| 1219                              | Agualva-Cacém (Estação) ⇆ Mira Sintra                                   |                                               | longa     | ↓↑        | Queluz de Baixo    | autocarro standard 3 portas | 151               | 2023.01.01         |
| 1220                              | Agualva-Cacém (Estação)                                                 | São Marcos                                    | longa     | ↺         | Queluz de Baixo    | autocarro standard 3 portas | 140 170B          | 2023.01.01         |
| 1221                              | Agualva-Cacém (Estação)                                                 | Lopas                                         | próxima   | ↻ ↺       | Queluz de Baixo    | autocarro standard 3 portas | 126               | 2023.01.01         |
| 1222                              | Agualva-Cacém (Estação)                                                 | Bairro Joaquim Fontes                         | próxima   | ↺         | Queluz de Baixo    | autocarro standard 3 portas | 161               | 2023.01.01         |
| 1223                              | Agualva-Cacém (Estação) ⇆ Portela de Sintra (Estação)                   |                                               | longa     | ↓↑        | Adroana            | autocarro standard 3 portas | 448               | 2023.01.01         |
| 1224                              | Belas Clube de Campo ⇆ Monte Abraão (Estação)                           | Carregueira (Estabelecimento Prisional)       | longa     | ↓↑        | Queluz de Baixo    | autocarro standard 3 portas | 164               | 2023.01.01         |
| 1225                              | Agualva-Cacém (Estação)                                                 | Encosta de São Marcos e Universidade Católica | longa     | ↺         | Queluz de Baixo    | autocarro standard 3 portas | 140 170B          | 2023.01.01         |
| 1226                              | Massamá (Casal do Olival) ⇆ Queluz-Belas (Estação)                      |                                               | próxima   | ↓↑        | Queluz de Baixo    | autocarro standard 3 portas | 24                | 2023.01.01         |
| 1228                              | Massamá-Barcarena (Estação)                                             | Belas                                         | longa     | ↺         | Queluz de Baixo    | autocarro médio             | Nova              | 2023.01.01         |
| 1229                              | Massamá-Barcarena (Estação)                                             | Quinta das Flores                             | próxima   | ↺         | Queluz de Baixo    | autocarro médio             | 110               | 2023.01.01         |
| 1230                              | Monte Abraão (Estação)                                                  |                                               | próxima   | ↻ ↺       | Queluz de Baixo    | autocarro standard 3 portas | 130 131           | 2023.01.01         |
| 1231                              | Coutinho Afonso ⇆ Ouressa                                               |                                               | longa     | ↓↑        | Adroana            | autocarro mini              | 447               | 2023.01.01         |
| 1232                              | Rio de Mouro (Estação)                                                  | Mem Martins                                   | longa     | ↺         | Adroana            | autocarro standard 3 portas | Nova              | 2023.01.01         |
| 1233                              | Agualva-Cacém (Estação)                                                 | Universidade Católica e São Marcos            | longa     | ↺         | Queluz de Baixo    | autocarro standard 3 portas | 140 170B          | 2023.01.01         |
| 1234                              | Mira Sintra (Junta de Freguesia) ⇆ São Pedro de Sintra                  |                                               | longa     | ↓↑        | Adroana            | autocarro standard 3 portas | 446               | 2023.01.01         |
| 1235                              | Covas de Ferro ⇆ Mercês (Estação)                                       |                                               | longa     | ↓↑        | Adroana            | autocarro médio             | 447               | 2023.01.01         |
| 1236                              | Alegro Sintra ⇆ Queluz-Belas (Estação)                                  |                                               | longa     | ↓↑        | Queluz de Baixo    | autocarro standard 3 portas | 24F               | 2023.01.01         |
| 1240                              | Negrais ⇆ Portela de Sintra (Estação)                                   |                                               | longa     | ↓↑        | Queluz de Baixo    | autocarro standard 3 portas | 255               | 2023.01.01         |
| 1241                              | Almoçageme (Mercado) ⇆ Hospital de Sintra                               |                                               | longa     | ↓↑        | Adroana            | autocarro standard 3 portas | 441               | 2023.01.01         |
| 1242                              | Almoçageme (Mercado) ⇆ Casais de Cabrela                                |                                               | longa     | ↓↑        | Adroana            | autocarro standard 3 portas | Nova              | 2023.01.01         |
| 1244                              | Casal de Cambra ⇆ Portela de Sintra (Estação)                           |                                               | longa     | ↓↑        | Queluz de Baixo    | autocarro mini              | Nova              | 2023.01.01         |
| 1245                              | Catribana ⇆ Portela de Sintra (Estação)                                 |                                               | longa     | ↓↑        | Adroana            | autocarro standard 3 portas | 443               | 2023.01.01         |
| 1247                              | Fontanelas ⇆ Portela de Sintra (Estação)                                | Janas                                         | longa     | ↓↑        | Adroana            | autocarro standard 3 portas | 440               | 2023.01.01         |
| 1248                              | Portela de Sintra (Estação) ⇆ Praia das Maçãs                           |                                               | longa     | ↓↑        | Adroana            | autocarro standard 3 portas | 442               | 2023.01.01         |
| 1249                              | Magoito (Praia) ⇆ Portela de Sintra (Estação)                           |                                               | longa     | ↓↑        | Adroana            | autocarro standard 3 portas | 444               | 2023.01.01         |
| 1250                              | Portela de Sintra (Estação) ⇆ Praia Grande                              |                                               | longa     | ↓↑        | Adroana            | autocarro standard 3 portas | 439               | 2023.01.01         |
| 1251                              | Portela de Sintra (Estação) ⇆ Rio de Mouro (Estação)                    |                                               | longa     | ↓↑        | Adroana            | autocarro standard 3 portas | 460               | 2023.01.01         |
| 1252                              | Portela de Sintra (Estação)                                             |                                               | próxima   | ↺         | Adroana            | autocarro standard 3 portas | 433               | 2023.01.01         |
| 1253                              | Sintra (Estação)                                                        | Cabo da Roca                                  | longa     | ↺         | Adroana            | autocarro mini              | 403               | 2023.01.01         |
| 1254                              | Magoito (Praia) ⇆ Portela de Sintra (Estação)                           | Praia Grande                                  | longa     | ↓↑        | Adroana            | autocarro standard 3 portas | 441               | 2023.01.01         |
| 1255                              | Portela de Sintra (Estação) ⇆ Rebanque                                  |                                               | longa     | ↓↑        | Queluz de Baixo    | autocarro standard 3 portas | 254               | 2023.01.01         |
| 1501                              | Reboleira (Estação)                                                     | Amadora (Estação) e Alfragide                 | Próxima   | ↺         | Queluz de Baixo    | autocarro standard 3 portas | Nova              | 2023.01.01         |
| 1502                              | Algés (Estação) ⇆ Amadora (Estação)                                     | Linda-a-Velha                                 | longa     | ↓↑        | Queluz de Baixo    | autocarro standard 3 portas | 114               | 2023.01.01         |
| 1503                              | Algés (Estação) ⇆ Bairro do Zambujal                                    |                                               | longa     | ↓↑        | Queluz de Baixo    | autocarro standard 3 portas | 10                | 2023.01.01         |
| 1504                              | Algés (Estação) ⇆ Bairro do Zambujal                                    | Linda-a-Velha                                 | longa     | ↓↑        | Queluz de Baixo    | autocarro standard 3 portas | 1                 | 2023.01.01         |
| 1506                              | Hospital Fernando Fonseca                                               | Alfragide e Damaia                            | longa     | ↺         | Queluz de Baixo    | autocarro standard 3 portas | Nova              | 2023.01.01         |
| 1507                              | Caxias (Estação) ⇆ Reboleira (Metro)                                    |                                               | longa     | ↓↑        | Queluz de Baixo    | autocarro standard 3 portas | 108               | 2023.01.01         |
| 1508                              | Almargem do Bispo (Centro de Saúde) ⇆ Amadora Este (Metro)              |                                               | longa     | ↓↑        | Queluz de Baixo    | autocarro standard 3 portas | 104               | 2023.01.01         |
| 1509                              | Casal de Cambra ⇆ Hospital Fernando Fonseca                             |                                               | longa     | ↓↑        | Queluz de Baixo    | autocarro standard 3 portas | Nova              | 2023.01.01         |
| 1510                              | Damaia de Baixo ⇆ Hospital Fernando Fonseca                             |                                               | próxima   | ↓↑        | Queluz de Baixo    | autocarro standard 3 portas | 186               | 2023.01.01         |
| 1511                              | Monte Abraão (Estação)                                                  | Hospital Fernando Fonseca                     | próxima   | ↺         | Queluz de Baixo    | autocarro standard 3 portas | 149 Nova          | 2023.01.01         |
| 1512                              | Hospital Fernando Fonseca ⇆ Montelavar                                  |                                               | longa     | ↓↑        | Queluz de Baixo    | autocarro standard 3 portas | 103               | 2023.01.01         |
| 1513                              | Hospital Fernando Fonseca                                               | Queluz                                        | próxima   | ↺         | Queluz de Baixo    | autocarro standard 3 portas | 25                | 2023.01.01         |
| 1514                              | Hospital Fernando Fonseca                                               | Alfornelos                                    | longa     | ↻ ↺       | Queluz de Baixo    | autocarro standard 3 portas | 154 155           | 2023.01.01         |
| 1515                              | Amadora Este (Metro) ⇆ Casal de Cambra                                  | Queluz-Belas (Estação)                        | longa     | ↓↑        | Queluz de Baixo    | autocarro standard 3 portas | 132               | 2023.01.01         |
| 1516                              | Casal de Cambra ⇆ Monte Abraão (Estação)                                |                                               | longa     | ↓↑        | Queluz de Baixo    | autocarro standard 3 portas | Nova              | 2023.01.01         |
| 1517                              | Casal do Rebentão ⇆ Reboleira (Metro)                                   |                                               | longa     | ↓↑        | Queluz de Baixo    | autocarro standard 3 portas | 134               | 2023.01.01         |
| 1518                              | Monte Abraão ⇆ Reboleira (Metro)                                        |                                               | longa     | ↓↑        | Queluz de Baixo    | autocarro standard 3 portas | 105               | 2023.01.01         |
| 1519                              | Queluz (Palácio) ⇆ Serra da Silveira                                    |                                               | longa     | ↓↑        | Queluz de Baixo    | autocarro médio             | 157               | 2023.01.01         |
| 1520                              | Agualva-Cacém (Estação) ⇆ Algés (Estação)                               |                                               | longa     | ↓↑        | Queluz de Baixo    | autocarro standard 3 portas | Nova              | 2023.01.01         |
| 1521                              | Agualva-Cacém (Estação) ⇆ Algés (Estação)                               | A5                                            | longa     | ↓↑        | Queluz de Baixo    | autocarro standard 3 portas | Nova              | 2023.01.01         |
| 1522                              | Algés (Estação) ⇆ Monte Abraão (Estação)                                |                                               | longa     | ↓↑        | Queluz de Baixo    | autocarro standard 3 portas | 12                | 2023.01.01         |
| 1523                              | Agualva-Cacém (Estação) ⇆ Oeiras (Estação)                              |                                               | longa     | ↓↑        | Queluz de Baixo    | autocarro standard 3 portas | 112               | 2023.01.01         |
| 1524                              | Tercena (Estação)                                                       | Casal do Cotão, São Marcos e Taguspark        | próxima   | ↺         | Queluz de Baixo    | autocarro standard 3 portas | 23                | 2023.01.01         |
| 1525                              | Caxias (Establecimento Prisional) ⇆ Monte Abraão (Estação)              |                                               | longa     | ↓↑        | Queluz de Baixo    | autocarro standard 3 portas | 117               | 2023.01.01         |
| 1527                              | Cruz Quebrada (Estação) ⇆ Queluz-Belas (Estação)                        |                                               | longa     | ↓↑        | Queluz de Baixo    | autocarro standard 3 portas | 102               | 2023.01.01         |
| 1528                              | Linda-a-Velha (Escola Secundária) ⇆ Queluz-Belas (Estação)              |                                               | longa     | ↓↑        | Queluz de Baixo    | autocarro standard 3 portas | 171               | 2023.01.01         |
| 1529                              | Oeiras (Estação) ⇆ Oeiras Golf Residence                                | Bairro dos Navegadores                        | longa     | ↓↑        | Queluz de Baixo    | autocarro standard 3 portas | 122               | 2023.01.01         |
| 1530                              | Oeiras (Estação) ⇆ Queluz                                               |                                               | longa     | ↓↑        | Queluz de Baixo    | autocarro standard 3 portas | 106               | 2023.01.01         |
| 1531                              | Paço de Arcos (Estação) ⇆ São Marcos                                    |                                               | longa     | ↓↑        | Queluz de Baixo    | autocarro standard 3 portas | 119               | 2023.01.01         |
| 1601                              | Amadora Este (Metro) ⇆ Carcavelos (Praia)                               |                                               | longa     | ↓↑        | Queluz de Baixo    | autocarro standard 3 portas | 106               | 2023.01.01         |
| 1603                              | Amadora (Estação) ⇆ Caneças (Largo Vieira Caldas)                       |                                               | longa     | ↓↑        | Queluz de Baixo    | autocarro standard 3 portas | 133               | 2023.01.01         |
| 1604                              | Carcavelos (Estação) ⇆ Parede (Terminal)                                |                                               | longa     | ↓↑        | Adroana            | autocarro mini              | 471 479           | 2023.01.01         |
| 1605                              | Carcavelos (NOVA SBE) ⇆ Carnaxide (Urbanização Norte)                   | A5                                            | longa     | ↓↑        | Queluz de Baixo    | autocarro standard 3 portas | Nova              | 2023.01.01         |
| 1606                              | Carcavelos (NOVA SBE) ⇆ Carnaxide (Urbanização Norte)                   |                                               | longa     | ↓↑        | Queluz de Baixo    | autocarro standard 3 portas | Nova              | 2023.01.01         |
| 1608                              | Oeiras (Estação) ⇆ Taguspark                                            |                                               | longa     | ↓↑        | Adroana            | autocarro standard 3 portas | 470               | 2023.01.01         |
| 1609                              | Oeiras (Estação) ⇆ Talaíde                                              |                                               | longa     | ↓↑        | Adroana            | autocarro médio             | 470               | 2023.01.01         |
| 1610                              | Paço de Arcos (Estação) ⇆ Talaíde                                       |                                               | longa     | ↓↑        | Queluz de Baixo    | autocarro standard 3 portas | 125               | 2023.01.01         |
| 1611                              | Paço de Arcos (Estação) ⇆ Talaíde                                       | Vila Fria                                     | longa     | ↓↑        | Queluz de Baixo    | autocarro standard 3 portas | 184               | 2023.01.01         |
| 1612                              | Agualva-Cacém (Estação) ⇆ Carcavelos (Estação)                          | Lagoas Park                                   | longa     | ↓↑        | Adroana            | autocarro standard 3 portas | Nova              | 2023.01.01         |
| 1613                              | Agualva-Cacém (Estação) ⇆ Oeiras (Estação)                              | Trajouce                                      | longa     | ↓↑        | Adroana            | autocarro standard 3 portas | 463               | 2023.01.01         |
| 1614                              | Carcavelos (Estação) ⇆ Portela de Sintra (Estação)                      |                                               | longa     | ↓↑        | Adroana            | autocarro standard 3 portas | 467               | 2023.01.01         |
| 1615                              | Carcavelos (Estação) ⇆ Rio de Mouro (Estação)                           |                                               | longa     | ↓↑        | Adroana            | autocarro standard 3 portas | 468               | 2023.01.01         |
| 1616                              | Paço de Arcos (Estação) ⇆ Taguspark                                     | Bairro dos Navegadores                        | longa     | ↓↑        | Queluz de Baixo    | autocarro standard 3 portas | 125               | 2023.01.01         |
| 1617                              | Paço de Arcos (Estação) ⇆ Talaíde                                       | Taguspark                                     | longa     | ↓↑        | Queluz de Baixo    | autocarro standard 3 portas | 119               | 2023.01.01         |
| 1622                              | Agualva-Cacém (Estação) ⇆ Carcavelos (Estação)                          | Trajouce                                      | longa     | ↓↑        | Adroana            | autocarro standard 3 portas | 463               | 2023.01.01         |
| 1623                              | Cascais (Terminal) ⇆ Portela de Sintra (Estação)                        |                                               | longa     | ↓↑        | Adroana            | autocarro standard 3 portas | 417               | 2023.01.01         |
| 1624                              | Cascais (Terminal) ⇆ Portela de Sintra (Estação)                        | Azóia e Almoçageme                            | longa     | ↓↑        | Adroana            | autocarro standard 3 portas | 403               | 2023.01.01         |
| 1625                              | Cascais (Terminal) ⇆ Rio de Mouro (Estação)                             |                                               | longa     | ↓↑        | Adroana            | autocarro standard 3 portas | 455               | 2023.01.01         |
| 1626                              | CascaiShopping (Terminal) ⇆ Portela de Sintra (Estação)                 |                                               | longa     | ↓↑        | Adroana            | autocarro standard 3 portas | 417 418           | 2023.01.01         |
| 1627                              | CascaiShopping (Terminal) ⇆ Rio de Mouro (Estação)                      |                                               | longa     | ↓↑        | Adroana            | autocarro standard 3 portas | 456               | 2023.01.01         |
| 1628                              | Estoril (Estação) ⇆ Rio de Mouro (Estação)                              | Amoreira e Monte Estoril                      | longa     | ↓↑        | Adroana            | autocarro standard 3 portas | 456               | 2023.01.01         |
| 1629                              | Estoril (Estação) ⇆ Portela de Sintra (Estação)                         |                                               | longa     | ↓↑        | Adroana            | autocarro standard 3 portas | 418               | 2023.01.01         |
| 1630                              | Estoril (Estação) ⇆ Portela de Sintra (Estação)                         | Amoreira e Monte Estoril                      | longa     | ↓↑        | Adroana            | autocarro standard 3 portas | 418               | 2023.01.01         |
| 1631                              | Estoril (Estação) ⇆ Rio de Mouro (Estação)                              |                                               | longa     | ↓↑        | Adroana            | autocarro standard 3 portas | 456               | 2023.01.01         |
| 1632                              | Carvalhal ⇆ Portela de Sintra (Estação)                                 |                                               | longa     | ↓↑        | Adroana            | autocarro standard 3 portas | 445               | 2023.01.01         |
| 1633                              | Ericeira (Terminal) ⇆ Portela de Sintra (Estação)                       |                                               | longa     | ↓↑        | Adroana            | autocarro standard 3 portas | 202               | 2023.01.01         |
| 1634                              | Fonte da Aranha ⇆ Montelavar                                            |                                               | longa     | ↓↑        | Queluz de Baixo    | autocarro standard 3 portas | 124               | 2023.01.01         |
| 1635                              | Almargem do Bispo ⇆ Caneças (Largo Vieira Caldas)                       |                                               | longa     | ↓↑        | Queluz de Baixo    | autocarro mini              | 221               | 2023.01.01         |
| 1636                              | Bairro Arco Maria Teresa ⇆ Dona Maria                                   |                                               | longa     | ↓↑        | Queluz de Baixo    | autocarro mini              | 220               | 2023.01.01         |
| 1637                              | Casal de Cambra ⇆ Vale de Lobos                                         |                                               | longa     | ↓↑        | Queluz de Baixo    | autocarro mini              | 220               | 2023.01.01         |
| 1638                              | Oeiras (Estação) ⇆ Parede (Terminal)                                    |                                               | longa     | ↓↑        | Adroana            | autocarro standard 3 portas | 489               | 2023.01.01         |
| 1701                              | Algés (Estação) ⇆ Colégio Militar (Metro)                               |                                               | longa     | ↓↑        | Queluz de Baixo    | autocarro standard 3 portas | Nova              | 2024.11.01         |
| 1703                              | Amadora (Estação) ⇆ Pontinha (Metro)                                    |                                               | longa     | ↓↑        | Queluz de Baixo    | autocarro standard 3 portas | 143               | 2023.01.01         |
| 1704                              | Hospital Fernando Fonseca ⇆ Marquês de Pombal (Metro)                   |                                               | longa     | ↓↑        | Queluz de Baixo    | autocarro standard 3 portas | 185               | 2023.01.01         |
| 1706                              | Colégio Militar (Metro) ⇆ UBBO                                          | Brandoa                                       | longa     | ↓↑        | Queluz de Baixo    | autocarro standard 3 portas | 128               | 2023.01.01         |
| 1707                              | Colégio Militar (Metro) ⇆ UBBO                                          | Amadora Este (Metro)                          | longa     | ↓↑        | Queluz de Baixo    | autocarro standard 3 portas | 142               | 2023.01.01         |
| 1708                              | UBBO                                                                    | Colégio Militar (Metro)                       | longa     | ↺         | Queluz de Baixo    | autocarro standard 3 portas | 165               | 2023.01.01         |
| 1709                              | Caneças (Largo do Jardim) ⇆ Colégio Militar (Metro)                     |                                               | longa     | ↓↑        | Queluz de Baixo    | autocarro standard 3 portas | 210 231           | 2023.01.01         |
| 1710                              | Caneças (Quinta de São Carlos) ⇆ Pontinha (Metro)                       | UBBO                                          | longa     | ↓↑        | Queluz de Baixo    | autocarro standard 3 portas | 210 231           | 2023.01.01         |
| 1711                              | Caneças (Escola Secundária) ⇆ Pontinha (Metro)                          |                                               | longa     | ↓↑        | Queluz de Baixo    | autocarro standard 3 portas | 224               | 2023.01.01         |
| 1712                              | Algés (Estação) ⇆ Amadora (Estação)                                     |                                               | longa     | ↓↑        | Queluz de Baixo    | autocarro standard 3 portas | 20                | 2023.01.01         |
| 1713                              | Algés (Estação) ⇆ Amadora Este (Metro)                                  |                                               | longa     | ↓↑        | Queluz de Baixo    | autocarro standard 3 portas | 162               | 2023.01.01         |
| 1714                              | Amadora (Estação) ⇆ Belém (Estação)                                     |                                               | longa     | ↓↑        | Queluz de Baixo    | autocarro standard 3 portas | 113               | 2023.01.01         |
| 1715                              | Belém (Estação) ⇆ Mira Sintra                                           |                                               | longa     | ↓↑        | Queluz de Baixo    | autocarro standard 3 portas | 149               | 2023.01.01         |
| 1716                              | Idanha (Urbanização das Campinas) ⇆ Marquês de Pombal (Metro)           |                                               | longa     | ↓↑        | Queluz de Baixo    | autocarro standard 3 portas | 107               | 2023.01.01         |
| 1717                              | Colégio Militar (Metro) ⇆ Massamá-Barcarena (Estação)                   | Amadora Este (Metro)                          | longa     | ↓↑        | Queluz de Baixo    | autocarro standard 3 portas | 101               | 2023.01.01         |
| 1718                              | Belém (Estação) ⇆ Grajal                                                |                                               | longa     | ↓↑        | Queluz de Baixo    | autocarro standard 3 portas | 144               | 2023.01.01         |
| 1719                              | Casal de Cambra ⇆ Colégio Militar (Metro)                               |                                               | longa     | ↓↑        | Queluz de Baixo    | autocarro standard 3 portas | Nova              | 2023.01.01         |
| 1720                              | Casal de Cambra ⇆ Colégio Militar (Metro)                               | Queluz-Belas (Estação)                        | longa     | ↓↑        | Queluz de Baixo    | autocarro standard 3 portas | 132               | 2023.01.01         |
| 1721                              | Colégio Militar (Metro) ⇆ Massamá (Casal do Olival)                     | Amadora Este (Metro)                          | longa     | ↓↑        | Queluz de Baixo    | autocarro standard 3 portas | 163               | 2023.01.01         |
| 1722                              | Alegro Alfragide ⇆ Hospital de São Francisco Xavier                     |                                               | longa     | ↓↑        | Queluz de Baixo    | autocarro standard 3 portas | 1                 | 2023.01.01         |
| 1723                              | Carnaxide ⇆ Marquês de Pombal (Metro)                                   |                                               | longa     | ↓↑        | Queluz de Baixo    | autocarro standard 3 portas | 7 13              | 2023.01.01         |
| 1724                              | Linda-a-Velha ⇆ Marquês de Pombal (Metro)                               |                                               | longa     | ↓↑        | Queluz de Baixo    | autocarro standard 3 portas | 11                | 2023.01.01         |
| 1725                              | Marquês de Pombal (Metro) ⇆ Oeiras (Estação)                            |                                               | longa     | ↓↑        | Queluz de Baixo    | autocarro standard 3 portas | 115               | 2023.01.01         |
| 1726                              | Marquês de Pombal (Metro) ⇆ Queijas                                     |                                               | longa     | ↓↑        | Queluz de Baixo    | autocarro standard 3 portas | 13                | 2023.01.01         |
| 1728                              | Marquês de Pombal (Metro) ⇆ Queijas                                     | Linda-a-Velha                                 | longa     | ↓↑        | Queluz de Baixo    | autocarro standard 3 portas | 13                | 2023.01.01         |
| 1729                              | Marquês de Pombal (Metro) ⇆ Queluz de Baixo                             |                                               | longa     | ↓↑        | Queluz de Baixo    | autocarro standard 3 portas | 13D               | 2023.01.01         |
| 1730                              | Marquês de Pombal (Metro) ⇆ Queluz de Baixo                             | Linda-a-Velha                                 | longa     | ↓↑        | Queluz de Baixo    | autocarro standard 3 portas | 13                | 2023.01.01         |
| 1731                              | Agualva-Cacém (Estação) ⇆ Hospital de São Francisco Xavier              |                                               | longa     | ↓↑        | Queluz de Baixo    | autocarro standard 3 portas | Nova              | 2023.01.01         |
| 1733                              | Marquês de Pombal (Metro) ⇆ São Marcos                                  | Queijas                                       | longa     | ↓↑        | Queluz de Baixo    | autocarro standard 3 portas | 15                | 2023.01.01         |
| 1740                              | Marquês de Pombal (Metro) ⇆ Rio de Mouro (Estação)                      |                                               | longa     | ↓↑        | Queluz de Baixo    | autocarro standard 3 portas | Nova              | 2025.04.01         |
| 1741                              | Marquês de Pombal (Metro) ⇆ Queluz de Baixo                             | Algés                                         | longa     | ↓↑        | Queluz de Baixo    | autocarro standard 3 portas | Nova              | 2025.04.01         |
| CP                                | Cascais (Estação) ⇆ Oeiras (Estação)                                    |                                               | ocasional | ↓↑        | Queluz de Baixo    | autocarro standard 3 portas | Serviço Ocasional | Serviço Ocasional  |
| Queluz de Baixo → Algés (Estação) |                                                                         |                                               |           |           |                    |                             |                   |                    |
| Algés (Estação) ⇆ Queijas         |                                                                         |                                               |           |           |                    |                             |                   |                    |

1. ↑   Amadora (Estação) ⇆ Alfragide (Força Aérea) até 2024.08.31
2. ↑   Circulação pelo Casal de São Brás a partir de 2023.02.06
3. ↑   Amadora (Cemitério) ⇆ Atalaia (Escola Secundária) até 2025.03.02
4. ↑   Circulação pela Damaia a partir de 2023.02.06
5. ↑   Oeiras (AERLIS) ⇆ Oeiras (Piscina Oceânica) até 2024.07.31
6. ↑   Leião ⇆ Porto Salvo até 2024.07.31
7. ↑   Originalmente planeada entre Grajal ⇆ Queluz-Belas (Estação)
8. ↑   Originalmente planeada entre Agualva-Cacém (Estação) ⇆ Encosta de São Marcos
9. ↑   Casal do Cotão (Circulação via Tercena e São Marcos) até 2023.08.31
10. ↑   Originalmente planeada entre Agualva-Cacém (Estação) ⇆ São Marcos
11. ↑   Carregueira (Estabelecimento Prisional) ⇆ Monte Abraão (Estação) (via Belas Clube de Campo) até 2024.01.31
12. ↑   Originalmente planeada entre Encosta de São Marcos ⇆ Massamá (Urbanização Norte)
13. ↑   Originalmente planeada entre Mira Sintra ⇆ São Marcos
14. ↑   Almoçageme (Mercado) ⇆ Portela de Sintra (Estação) até 2024.09.30
15. ↑   Originalmente planeada entre Portela de Sintra (Estação) (Circulação via Cabo da Roca)
16. ↑   Hospital Fernando Fonseca (Circulação via Monte Abraão (Estação)) até 2023.12.31
17. ↑   Montelavar ⇆ Queluz (Cemitério) até 2023.12.31
18. ↑   Casal do Cotão (Circulação via Tercena, São Marcos e Taguspark) até 2023.08.31
19. ↑   Caxias (Estação) ⇆ Monte Abraão (Estação) até 2024.05.31
20. ↑   Originalmente planeada entre Bairro dos Navegadores ⇆ Oeiras (Estação)
21. ↑   Colégio Militar (Metro) ⇆ Tercena até 2025.01.05